# 帕维尔·扎瓦利内
帕维尔·尼古拉耶维奇·扎瓦利内（羅馬化：Pavel Nikolayevich Zaval'nyy；1961年8月11日—）是第七届国家杜马代表，统一俄罗斯党党员。他是国家杜马能源委员会的主席。他自2013年起担任俄罗斯天然气协会主席，并于2012年5月之前担任俄罗斯天然气工业股份公司Transgas Yugorsk总经理。

## 制裁
扎瓦利内于2022年因俄乌战争而受到欧盟制裁。